# Timber Pines, Florida
Timber Pines är en ort (CDP) i Hernando County, i delstaten Florida, USA. Enligt United States Census Bureau har orten en folkmängd på 5 386 invånare (2010) och en landarea på 5,7 km².